# Saint-Georges-de-la-Couée

Saint-Georges-de-la-Couée este o comună în departamentul Sarthe, Franța. În 2009 avea o populație de 178 de locuitori.